# Ebert William Amâncio
Ebert William Amâncio, cunoscut ca Betão (n. 11 noiembrie 1983, São Paulo, Brazilia) este un fotbalist aflat sub contract cu Avaí.